# Odaisseh
Odaisseh (arabe : عديسة ; BGN : Aadaïssé / ISO 233 : Al `Udaysah) est un village du sud du Liban, situé dans le district de Marjeyoun, et dans le gouvernorat de Nabatieh, près de la frontière sud du Liban. Il a été en partie détruit par Israël en 2024 pendant la guerre entre Israël et le Hezbollah.

## Nom

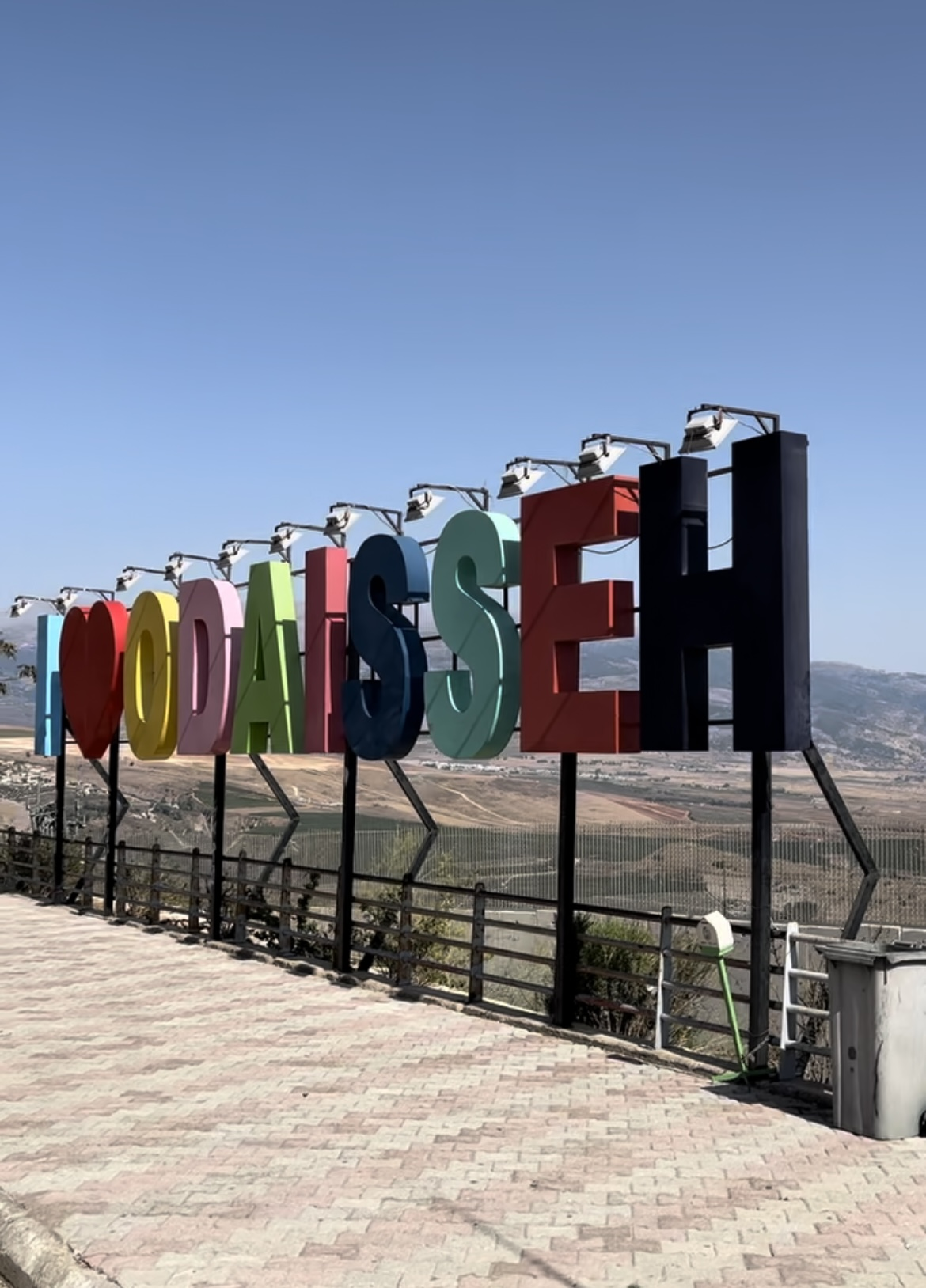
Panneau à Odaisseh.

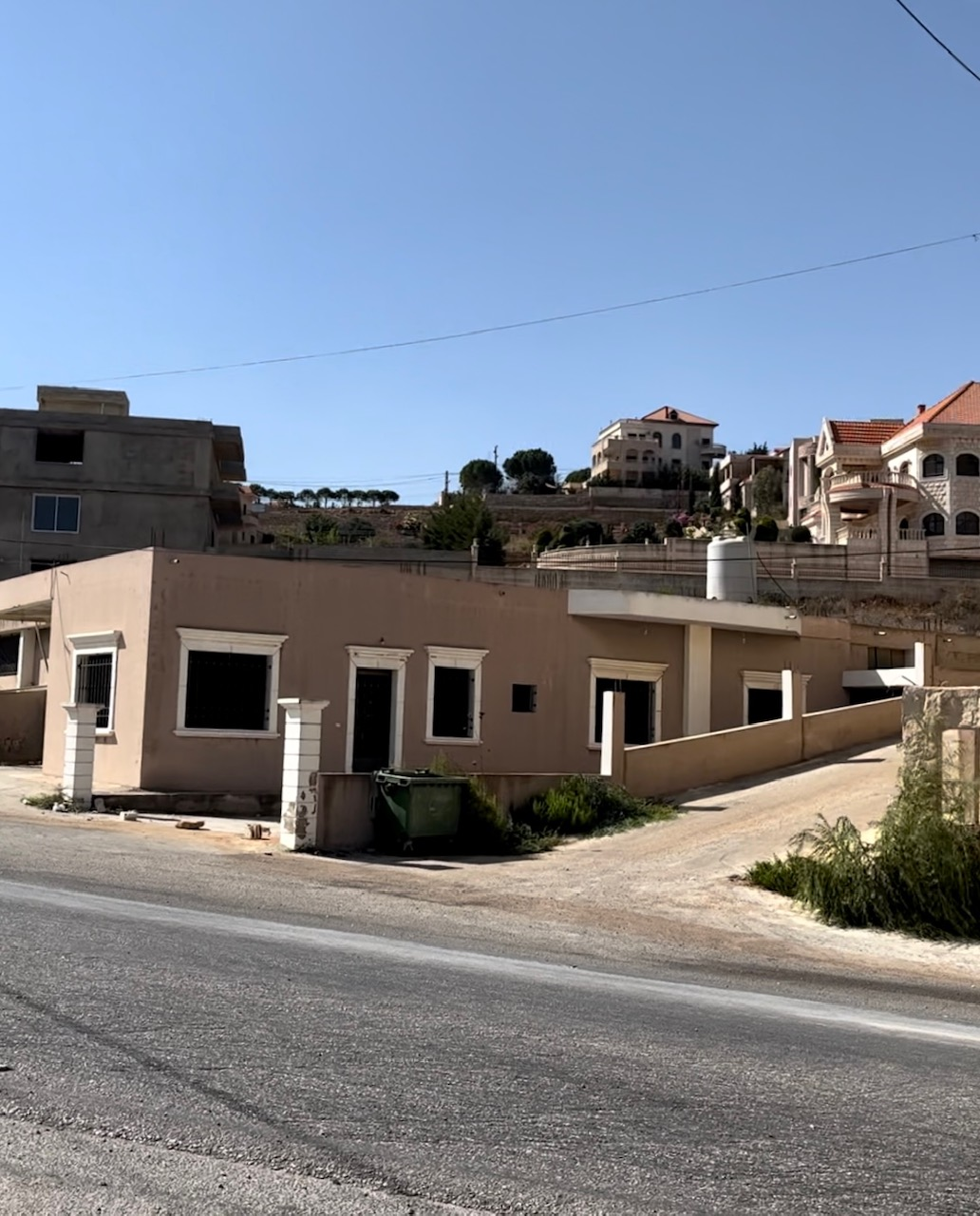
Odaisseh

Odeisseh est le diminutif de « aadass », lentilles rouges ou lentilles corail.

## Description
Le village se situe à une altitude de 700 mètres. Il est bordé par Kafr Kila au nord ; par Taybeh (Marjaayoun) (en) et Rab El Thalathine (en) à l'ouest ; il s'étendait au sud jusqu'à Hunin, village palestinien qui a été dépeuplé au moment de la fondation de l'Etat d'Israël en 1948,.
La superficie du village est de plus de sept kilomètres carrés. Il est situé à 95 kilomètres de Beyrouth et à 14 kilomètres du centre du district, Marjayoun.
Historiquement le village était composé de deux parties, l'une supérieure Odeisseh Al-Fawqa, abandonnée de longue date, l'autre inférieure, Odeisseh Al-Tahta, qui est dans la vallée.
En 1971, le nombre d'habitants de Odeisseh s'élève à 1 236 personnes selon Al-Andari (Annuaire des villes et villages libanais), mais à 3000 personnes selon  Merhej là la même date (Je connais le Liban). En 1981, le nombre d'habitants est de 3070 personnes selon Faour (Revue Al-Bahith).
La majorité de sa population est composée de musulmans chiites.

## Histoire

### Période ottomane
Au début du XIXe siècle et jusqu'à l'époque du Mandat français sur le Liban (1920-1946) Odeisseh faisait partie de la province du Mont Hunin.
Juste au nord d'Odaisseh se trouve un lieu autrefois appelé Odeitha el-Fauka. En 1881, l'Enquête sur la Palestine (Survey of Western Palestine) du Palestine Exploration Fund appelle le village Odeitha et Tahtâ et le décrit comme « un village, construit en pierre, situé dans une vallée entourée de terres arables. Un marché s'y tient un jour par semaine. L'approvisionnement en eau provient d'une source dans le village, d'une source à proximité et de plusieurs citernes ». L'Enquête sur la Palestine indique la présence d'« un bâtiment sarrasin en ruine avec une citerne »; « de citernes et plusieurs linteaux ».

### XXème-XXIème siècle
Le village subit l'occupation israélienne du sud Liban entre 1978 et 2000 ; il est alors contrôlé par l'armée de supplétifs d'Israël.
Odeisseh a été le lieu d'un affrontement frontalier israélo-libanais (2010 Israel–Lebanon border clash (en)) le 3 août 2010. 2 soldats libanais et un journaliste également libanais ont été tués, à la suite de tirs entre l'armée israélienne et l'armée libanaise, la cause du conflit étant le fait des soldats israéliens déracinaient des arbres situés, selon les sources libanaises, du côté libanais de la frontière dans le village ; ce conflit est appelé  « l'arbre de Odeisseh ».

## Destructions par Israël en 2024
Pendant la guerre entre Israël et le Hezbollah (commencée en 2023), de grandes parties du villages ont été réduites en ruines par les bombardements israéliens dès l'été 2024, de même que dans le village voisin de Kfar Kila.
Pendant l'invasion israélienne du Liban qui commence le 30 septembre 2024, les troupes israéliennes au sol placent des explosifs dans des maisons de Odaisseh de Kfar Kila et de Taybeh et les font exploser.

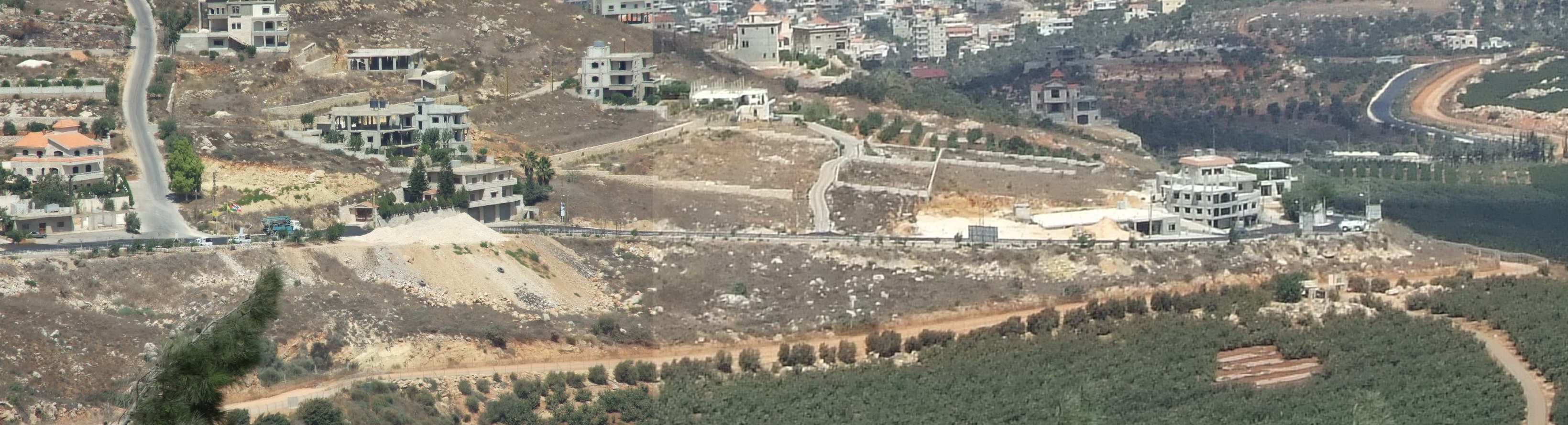
Le village libanais d'Odaisseh

## Personnalités
- Abdel-Hamid Baalbaki (1940-2014), peintre, sculpteur, écrivain et poète[10],[11]
- Lubnan Baalbaki, chef d'orchestre de l'Orchestre Philharmonique libanais[12], fils d'Abdel-Hamid Baalbaki[13]
- Hussein Amine (en) (né en 1985), footballeur libanais[14]
- Hussein Monzer (en) (né en 1997), footballeur libanais[15]